# Kalikasthan (Doti)
Pour les articles homonymes, voir Kalikasthan.
Kalikasthan (en népalais : कालिकास्थान) est un comité de développement villageois du Népal situé dans le district de Doti. Au recensement de 2011, il comptait 5 121 habitants.